# 假面舞
假面舞（韓語：탈춤）是一种表演者头戴面具表演的朝鲜半岛传统舞蹈戏剧。假面舞在朝鲜半岛不同地区有不的称呼，包括山台戏（首尔、京畿道）、假面舞（黄海道）、野游（庆尚南道）、五广大（庆尚南道）等。:203铁岭市的假面舞被歸爲農樂舞的一種。
假面舞融文学、音乐、舞蹈、美术、演员的表演等艺术样式为一体，是一种独具特色的综合性艺术形式。假面舞通常是讽刺社会弊端的讽刺喜剧:185。2022年11月，韩国假面舞被列入人类非物质文化遗产代表作名录。

## 表现手段

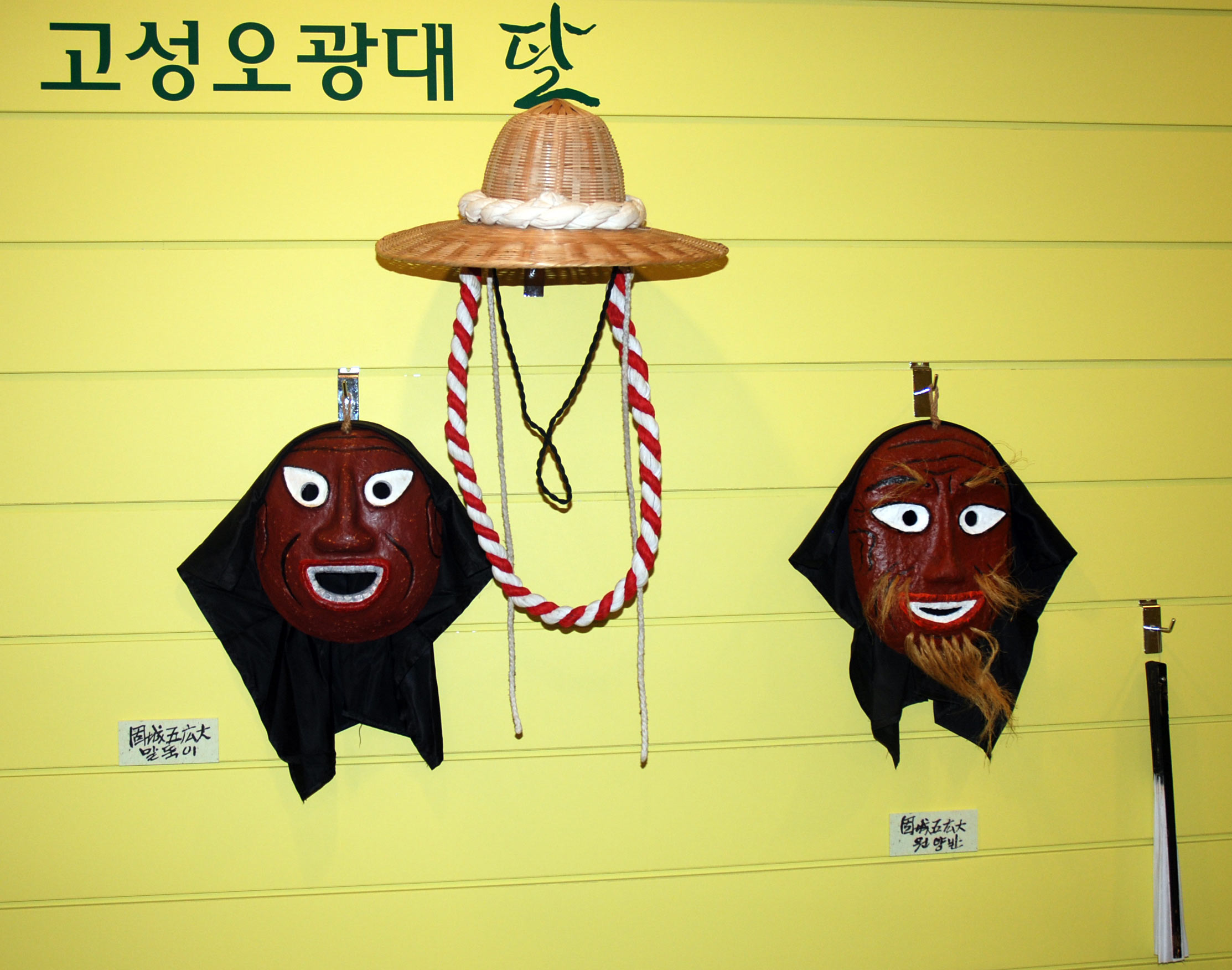
固城五广大

### 语言
与一般戏剧语言不同，假面舞的戏剧语言是“开放”的，同时也是具有对话性质，必须借助演员与观众的良性互动来推动戏剧情节的展开。假面舞的台词中留有“空白”，需要观众进行“补空”。通过这种“留空”与“补空”的原理，演员与观众直接互动交流，使观众在戏剧表演中自觉不自觉地置身于戏剧情境之中，与演员一起共同参与假面舞的创作。

### 音乐
与作为戏剧辅助手段的西方戏剧音乐不同，假面舞的音乐是直接表现手段，也是统领假面舞情感的手段。假面舞乐队由2名杖鼓手、4名小鼓手、1名小锣手、1名大锣手和1名唢呐手组成。乐队自始至终引领假面舞的演出，乐队鼓点的强弱、快慢及唢呐的旋律支配着演出的节奏，营构着整个演出过程的戏剧氛围。

### 舞蹈
假面舞的舞蹈是一种具有人物个性特征的舞蹈，每个剧中人物都有各自不同的基本舞蹈语汇。观众凭借表演者的舞姿可判断出人物的类型。演员通过舞蹈展示剧情。假面舞的舞蹈不追求外在的“美”，而是追求内在的“真”。假面舞的每场开头和结尾，都以舞蹈为主要表现手段。

## 派系

### 本山台戏假面舞
本山台戏假面舞来源于本山台戏:217，主要流行于阿岘洞、社稷洞、旧把拨、碌磻等首尔近郊。在其影响下，别山台戏、黄海道凤山假面舞、康翎假面舞、殷栗假面舞、庆尚南道水营野游、东莱野游、统营五广大、固城五广大、驾山五广大等假面舞相继出现:223-224。本山台戏假面舞一般有辟邪仪式舞、两班科场、破戒僧科场、老太婆科场等戏剧情节:227。

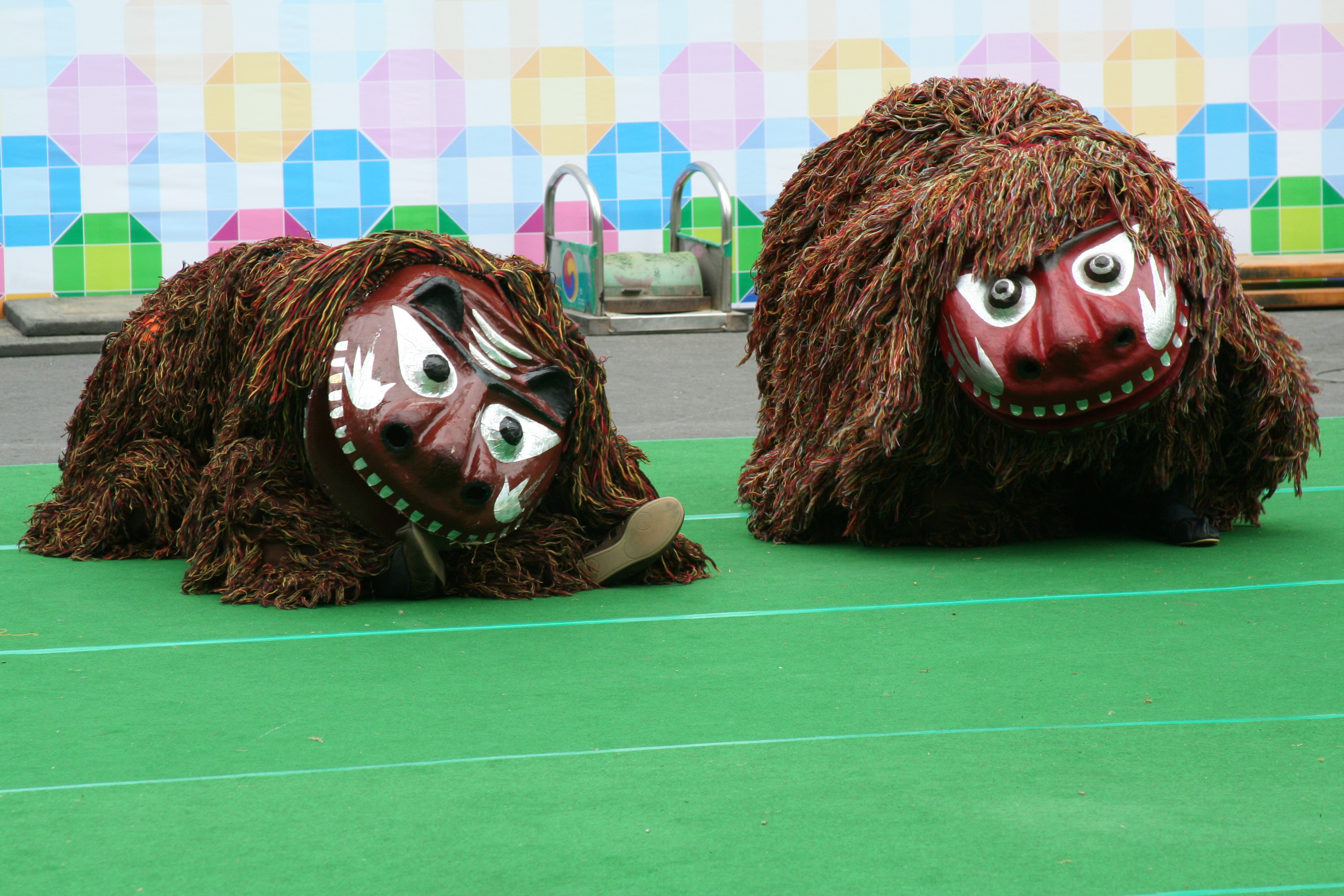
北青狮子戏

### 洞祭戏假面舞
洞祭戏假面舞源于祈愿全村平安、丰收的洞祭:259，是一种朝鲜半岛本土自生的假面舞:217。庆尚北道安东的河回和屏山两地的别神祭假面戏、庆尚北道庆山的慈仁八广大戏、江原道官奴假面舞等都属于洞祭戏假面舞:261。河回别神祭假面戏中的破戒僧科场、嘲弄儒学及儒者等内容也表明，洞祭戏假面舞在其发展过程中也受到了本山台戏假面舞的影响:264。

### 其它
其它假面舞主要有咸镜北道北青狮子戏和男社堂牌的德别基:264-266。